# 湯田葉月
湯田葉月（日语：／ Yuda Hazuki，1989年7月11日—），大阪府出生，日本女子曲棍球運動員，亦為日本國家女子曲棍球隊成員。畢業於天理大学。2013年4月1日起加入可口可樂西部公司，現為旗下紅色火花曲棍球隊成員，隊員編號10號。

## 簡歷
2016年，湯田葉月代表日本出戰巴西里约热内卢舉行的奥林匹克运动会女子曲棍球比賽。日本隊最終排名小组第五位，無緣晉級。